# GP3-seizoen 2015
Het GP3-seizoen 2015 was het zesde GP3 seizoen. Regerend kampioen Alex Lynn is overgestapt naar de GP2 Series en mocht, zoals de regels van het kampioenschap luiden, zijn titel niet verdedigen.
Esteban Ocon werd kampioen met een derde plaats tijdens de laatste race van het seizoen op het Yas Marina Circuit, waardoor hij zijn laatste concurrent Luca Ghiotto voor wist te blijven. Zijn team ART Grand Prix werd kampioen bij de teams.

## Teams en coureurs
| Team                | Nr. | Coureur                 | Ronden   |
| ------------------- | --- | ----------------------- | -------- |
| Carlin              | 1   | Antonio Fuoco           | Alle     |
| Carlin              | 2   | Jann Mardenborough      | 1-5, 7-8 |
| Carlin              | 2   | Adderly Fong            | 9        |
| Carlin              | 3   | Mitchell Gilbert        | Alle     |
| ART Grand Prix      | 4   | Alfonso Celis Jr.       | 1-5, 7-9 |
| ART Grand Prix      | 5   | Marvin Kirchhöfer       | Alle     |
| ART Grand Prix      | 6   | Esteban Ocon            | Alle     |
| Status Grand Prix   | 7   | Seb Morris              | Alle     |
| Status Grand Prix   | 8   | Alex Fontana            | Alle     |
| Status Grand Prix   | 9   | Sandy Stuvik            | Alle     |
| Koiranen GP         | 10  | Adderly Fong            | 1-5, 7   |
| Koiranen GP         | 10  | Matevos Isaakyan        | 8-9      |
| Koiranen GP         | 11  | Jimmy Eriksson          | Alle     |
| Koiranen GP         | 12  | Matt Parry              | Alle     |
| Arden International | 14  | Kevin Ceccon            | Alle     |
| Arden International | 15  | Emil Bernstorff         | Alle     |
| Arden International | 16  | Aleksander Bosak        | Alle     |
| Jenzer Motorsport   | 20  | Pål Varhaug             | Alle     |
| Jenzer Motorsport   | 21  | Mathéo Tuscher          | Alle     |
| Jenzer Motorsport   | 22  | Ralph Boschung          | Alle     |
| Campos Racing       | 23  | Zaid Ashkanani          | Alle     |
| Campos Racing       | 24  | Alex Palou              | Alle     |
| Campos Racing       | 25  | Samin Gómez             | 1-2, 4   |
| Campos Racing       | 25  | Christopher Höher       | 3        |
| Campos Racing       | 25  | Brandon Maïsano         | 6        |
| Campos Racing       | 25  | Konstantin Tereshchenko | 7-9      |
| Trident             | 26  | Artur Janosz            | Alle     |
| Trident             | 27  | Luca Ghiotto            | Alle     |
| Trident             | 28  | Óscar Tunjo             | 1-3      |
| Trident             | 28  | Beitske Visser          | 5        |
| Trident             | 28  | Amaury Bonduel          | 6        |
| Trident             | 28  | Michele Beretta         | 7-9      |

### Rijders veranderingen
Van team veranderd
- Emil Bernstorff: Carlin → Arden International
- Kevin Ceccon: Jenzer Motorsport → Arden International
- Alfonso Celis Jr.: Status Grand Prix → ART Grand Prix
- Adderly Fong: Jenzer Motorsport → Koiranen GP
- Alex Fontana: ART Grand Prix → Status Grand Prix
- Mitchell Gilbert: Trident → Carlin
- Christopher Höher: Jenzer Motorsport → Campos Racing
- Jann Mardenborough: Arden International → Carlin
- Konstantin Tereshchenko: Trident → Campos Racing
- Beitske Visser: Hilmer Motorsport → Trident

Nieuw/teruggekeerd in de GP3
- Zaid Ashkanani: Porsche GT3 Cup Challenge Middle East (BuZaidGT) → Campos Racing
- Michele Beretta: Europees Formule 3-kampioenschap (EuroInternational) → Trident
- Amaury Bonduel: Karting (KZ2) → Trident
- Aleksander Bosak: Formule Renault 2.0 Alps (Prema Powerteam) → Arden International
- Ralph Boschung: ADAC Formel Masters (Lotus) → Jenzer Motorsport
- Antonio Fuoco: Europees Formule 3-kampioenschap (Prema Powerteam) → Carlin
- Samin Gómez: Auto GP (Zele Racing) → Campos Racing
- Artur Janosz: Euroformula Open (RP Motorsport) → Trident
- Brandon Maïsano: Italiaanse Formule 4-kampioenschap (Prema Powerteam) → Prema Powerteam
- Seb Morris: Formule Renault 2.0 NEC (Fortec Motorsports) → Status Grand Prix
- Esteban Ocon: Europees Formule 3-kampioenschap (Prema Powerteam) → ART Grand Prix
- Alex Palou: Euroformula Open (Campos Racing) → Campos Racing
- Matt Parry: Eurocup Formule Renault 2.0 (Fortec Motorsports) → Koiranen GP
- Sandy Stuvik: Euroformula Open (RP Motorsport) → Status Grand Prix
- Óscar Tunjo: Formule Renault 3.5 Series (Pons Racing) → Trident

Uit de GP3
- Riccardo Agostini: Hilmer Motorsport → Porsche Carrera Cup Italy (Antonelli Motorsport - Centro Porsche Padova)
- Sebastian Balthasar: Hilmer Motorsport → ?
- Victor Carbone: Trident → ?
- Ryan Cullen: Marussia Manor Racing/Trident → Porsche Supercup (VERVA Lechner Racing Team)
- Carmen Jordá: Koiranen GP → Formule 1 (ontwikkelingscoureur Lotus)
- Patrick Kujala: Marussia Manor Racing/Trident → ?
- Kang Ling: Trident → Europees Formule 3-kampioenschap (kfzteile24 Mücke Motorsport)
- Alex Lynn: Carlin → GP2 Series (DAMS)
- Nikolay Martsenko: Hilmer Motorsport → ?
- Nelson Mason: Hilmer Motorsport → ?
- Patric Niederhauser: Arden International → Lamborghini Super Trofeo (Raton Racing)
- Luís Sá Silva: Carlin → Auto GP (Zele Racing)
- Dean Stoneman: Marussia Manor Racing/Koiranen GP → Formule Renault 3.5 Series (DAMS)
- Ivan Taranov: Hilmer Motorsport → ?
- Santiago Urrutia: Koiranen GP → Pro Mazda Championship (Team Pelfrey)
- Robert Vișoiu: Arden International → GP2 Series (Rapax)
- Dino Zamparelli: ART Grand Prix → Porsche Carrera Cup UK (Parr Motorsport)

Tijdens het seizoen
- Silverstone: De Venezolaanse Samin Gómez werd vervangen door de Oostenrijker Christopher Höher bij het team Campos Racing.
- Hungaroring: Christopher Höher werd vervangen door Samin Gómez bij het team Campos Racing. De Colombiaan Óscar Tunjo vertrok bij het team Trident.
- Spa-Francorchamps: Samin Gómez vertrok bij het team Campos Racing. De Nederlandse Beitske Visser verving Óscar Tunjo bij het team Trident.
- Autodromo Nazionale Monza: Jann Mardenborough (Carlin), Alfonso Celis Jr. (ART Grand Prix) en Adderly Fong (Koiranen GP) waren afwezig omdat zij allen verplichtingen hadden in andere raceklassen. De Fransman Brandon Maïsano verving Samin Gómez bij het team Campos Racing. De Fransman Amaury Bonduel verving Beitske Visser bij het team Trident.
- Sochi Autodrom: De Rus Konstantin Tereshchenko verving Brandon Maïsano bij het team Campos Racing. De Italiaan Michele Beretta verving Amaury Bonduel bij het team Trident.
- Bahrain International Circuit: De Rus Matevos Isaakyan verving de Hongkonger Adderly Fong bij het team Koiranen GP.
- Yas Marina Circuit: Adderly Fong verving Jann Mardenborough bij het team Carlin, omdat hij elders verplichtingen had.

### Teams veranderingen
- Het Britse team Marussia Manor Racing keert, ten gevolge van het faillissement van het Marussia F1 Team, in 2015 niet terug in de GP3 Series, nadat zij al de laatste twee raceweekenden van 2014 misten. Het team wordt niet vervangen in 2015, maar in 2016 zal er een nieuw team worden gezocht.
- Het Duitse team Hilmer Motorsport is vervangen door het Spaanse team Campos Racing.

## Races
- Op 5 december 2014 werd de GP3-kalender van 2015 bekend. Op 20 maart 2015 werd bekend dat de race op de Nürburgring geschrapt werd nadat de Formule 1-race op dit circuit ook werd geannuleerd. Op 30 juli 2015 werd bekend dat dit raceweekend werd vervangen door een raceweekend op het Bahrain International Circuit.

| Ronde | Ronde | Circuit                        | Datum       | Pole Position     | Snelste ronde     | Winnend coureur   | Winnend team        |
| ----- | ----- | ------------------------------ | ----------- | ----------------- | ----------------- | ----------------- | ------------------- |
| 1     | R1    | Circuit de Barcelona-Catalunya | 9 mei       | Luca Ghiotto      | Esteban Ocon      | Esteban Ocon      | ART Grand Prix      |
| 1     | R2    | Circuit de Barcelona-Catalunya | 10 mei      |                   | Marvin Kirchhöfer | Marvin Kirchhöfer | ART Grand Prix      |
| 2     | R1    | Red Bull Ring                  | 20 juni     | Luca Ghiotto      | Luca Ghiotto      | Luca Ghiotto      | Trident             |
| 2     | R2    | Red Bull Ring                  | 21 juni     |                   | Luca Ghiotto      | Óscar Tunjo       | Trident             |
| 3     | R1    | Silverstone                    | 4 juli      | Marvin Kirchhöfer | Luca Ghiotto      | Marvin Kirchhöfer | ART Grand Prix      |
| 3     | R2    | Silverstone                    | 5 juli      |                   | Kevin Ceccon      | Kevin Ceccon      | Arden International |
| 4     | R1    | Hungaroring                    | 25 juli     | Luca Ghiotto      | Luca Ghiotto      | Luca Ghiotto      | Trident             |
| 4     | R2    | Hungaroring                    | 26 juli     |                   | Esteban Ocon      | Kevin Ceccon      | Arden International |
| 5     | R1    | Spa-Francorchamps              | 22 augustus | Luca Ghiotto      | Luca Ghiotto      | Emil Bernstorff   | Arden International |
| 5     | R2    | Spa-Francorchamps              | 23 augustus |                   | Luca Ghiotto      | Luca Ghiotto      | Trident             |
| 6     | R1    | Autodromo Nazionale Monza      | 5 september | Luca Ghiotto      | Emil Bernstorff   | Emil Bernstorff   | Arden International |
| 6     | R2    | Autodromo Nazionale Monza      | 6 september |                   | Luca Ghiotto      | Marvin Kirchhöfer | ART Grand Prix      |
| 7     | R1    | Sochi Autodrom                 | 11 oktober  | Esteban Ocon      | Esteban Ocon      | Luca Ghiotto      | Trident             |
| 7     | R2    | Sochi Autodrom                 | 11 oktober  |                   | Esteban Ocon      | Jimmy Eriksson    | Koiranen GP         |
| 8     | R1    | Bahrain International Circuit  | 20 november | Esteban Ocon      | Luca Ghiotto      | Marvin Kirchhöfer | ART Grand Prix      |
| 8     | R2    | Bahrain International Circuit  | 21 november |                   | Luca Ghiotto      | Luca Ghiotto      | Trident             |
| 9     | R1    | Yas Marina Circuit             | 28 november | Esteban Ocon      | Esteban Ocon      | Marvin Kirchhöfer | ART Grand Prix      |
| 9     | R2    | Yas Marina Circuit             | 29 november |                   | Alex Palou        | Alex Palou        | Campos Racing       |

## Kampioenschap

### Coureurs
| Pos | Coureur                 | ESP | ESP | OOS | OOS | GBR | GBR | HON | HON | BEL | BEL | ITA | ITA | RUS | RUS | BHR | BHR | ABU | ABU | Punten |
| --- | ----------------------- | --- | --- | --- | --- | --- | --- | --- | --- | --- | --- | --- | --- | --- | --- | --- | --- | --- | --- | ------ |
| 1   | Esteban Ocon            | 1   | 7   | 3   | DSQ | 6   | 2   | 2   | 2   | 2   | 2   | 2   | 2   | 2   | 2   | 3   | 2   | 4   | 3   | 253    |
| 2   | Luca Ghiotto            | 2   | 8   | 1   | 3   | 4   | 7   | 1   | 4   | 5   | 1   | DNF | 3   | 1   | 8   | 4   | 1   | 5   | 4   | 245    |
| 3   | Marvin Kirchhöfer       | 5   | 1   | 6   | 2   | 1   | 8   | 3   | 5   | 3   | DNF | 4   | 1   | 9   | 7   | 1   | 6   | 1   | 7   | 200    |
| 4   | Emil Bernstorff         | 3   | 5   | 4   | 4   | 2   | 6   | 4   | DNF | 1   | DNF | 1   | DNF | 3   | 6   | 2   | 4   | 2   | 6   | 194    |
| 5   | Jimmy Eriksson          | 6   | 2   | 20  | 10  | 5   | 4   | 6   | 6   | 13  | 16  | 5   | 5   | 8   | 1   | 5   | 7   | 3   | 5   | 118    |
| 6   | Antonio Fuoco           | 8   | 4   | 2   | DNF | 18  | 23  | 8   | DNF | 4   | DNF | DNF | 11  | 6   | 4   | 9   | 5   | 7   | 2   | 88     |
| 7   | Kevin Ceccon            | 7   | 6   | DNF | DNS | 7   | 1   | 7   | 1   | DNF | 13  | 3   | 4   | DNF | DNS | 14  | 18  | DNF | 10  | 77     |
| 8   | Matt Parry              | 13  | 9   | 13  | 7   | 3   | 5   | 5   | 3   | DNF | DNF | DSQ | DNF | 7   | DNF | 11  | 3   | 6   | 24  | 67     |
| 9   | Jann Mardenborough      | 4   | 3   | 5   | 13  | 17  | 15  | DNF | 17  | DNF | 12  |     |     | 5   | 3   | 7   | DNF |     |     | 58     |
| 10  | Alex Palou              | 12  | 20  | 14  | DNF | DNF | 13  | 19  | 18  | 7   | 5   | 7   | 10  | 4   | 9   | DNF | 10  | 8   | 1   | 51     |
| 11  | Ralph Boschung          | DNF | 14  | 8   | 8   | 8   | 3   | 13  | 8   | 9   | 8   | 9   | 7   | 11  | DNS | 10  | 9   | 12  | 11  | 28     |
| 12  | Alfonso Celis Jr.       | 10  | 10  | 15  | DNF | 14  | 11  | 18  | 15  | 6   | 3   |     |     | 13  | 12  | 8   | 8   | DNF | 19  | 24     |
| 13  | Mathéo Tuscher          | 14  | 13  | 12  | DSQ | 10  | 9   | 10  | 9   | DNF | 4   | 6   | 6   | DNF | DNF | 12  | DNF | 16  | 14  | 22     |
| 14  | Artur Janosz            | 15  | 12  | 21  | 9   | 9   | 17  | 16  | DNF | 12  | 7   | 16  | DNF | 10  | 5   | 6   | 12  | 10  | 9   | 20     |
| 15  | Óscar Tunjo             | 16  | 11  | 9   | 1   | 11  | 10  |     |     |     |     |     |     |     |     |     |     |     |     | 17     |
| 16  | Alex Fontana            | 9   | 16  | 10  | 6   | 19  | 18  | 14  | 13  | 10  | 6   | 8   | 16  | 19  | 11  | 19  | 19  | 15  | 13  | 16     |
| 17  | Sandy Stuvik            | 18  | 17  | 7   | DNF | 20  | 20  | 22  | 14  | DNF | 17  | 11  | 8   | 16  | 17  | 13  | DNF | 17  | 16  | 7      |
| 18  | Seb Morris              | DNF | 24  | 19  | 5   | 12  | 12  | 12  | 12  | DNF | 14  | DSQ | DNF | 14  | 10  | 16  | DNF | 13  | 15  | 6      |
| 19  | Pål Varhaug             | 21  | 18  | 11  | DNF | 16  | 19  | 9   | 7   | DNF | 10  | DNF | 14  | DNF | 14  | DNF | DNF | 11  | 8   | 5      |
| 20  | Aleksander Bosak        | 19  | 23  | 16  | 15  | 15  | 16  | 17  | 19  | 8   | DNF | 15  | DNF | DNF | 20  | DNF | 16  | 18  | 23  | 4      |
| 21  | Matevos Isaakyan        |     |     |     |     |     |     |     |     |     |     |     |     |     |     | DNF | 14  | 9   | 12  | 2      |
| 22  | Mitchell Gilbert        | 22  | 22  | DNF | 11  | 21  | 21  | 11  | 10  | 11  | 11  | 10  | 9   | 12  | 15  | 15  | 11  | 14  | 17  | 1      |
| 23  | Adderly Fong            | 17  | 21  | 17  | 12  | 13  | 14  | 15  | 11  | 15  | 9   |     |     | 15  | 18  |     |     | DNF | 22  | 0      |
| 24  | Zaid Ashkanani          | 11  | 15  | 18  | 14  | 22  | 22  | 20  | 16  | 14  | 18  | 13  | 15  | 20  | 19  | 17  | 13  | 19  | 21  | 0      |
| 25  | Brandon Maïsano         |     |     |     |     |     |     |     |     |     |     | 12  | 13  |     |     |     |     |     |     | 0      |
| 26  | Amaury Bonduel          |     |     |     |     |     |     |     |     |     |     | 14  | 12  |     |     |     |     |     |     | 0      |
| 27  | Michele Beretta         |     |     |     |     |     |     |     |     |     |     |     |     | 18  | 13  | 20  | 15  | 20  | 18  | 0      |
| 28  | Beitske Visser          |     |     |     |     |     |     |     |     | DNF | 15  |     |     |     |     |     |     |     |     | 0      |
| 29  | Konstantin Tereshchenko |     |     |     |     |     |     |     |     |     |     |     |     | 17  | 16  | 18  | 17  | DNF | 20  | 0      |
| 30  | Samin Gómez             | 20  | 19  | DNF | 16  |     |     | 21  | DNF |     |     |     |     |     |     |     |     |     |     | 0      |
| 31  | Christopher Höher       |     |     |     |     | 23  | 24  |     |     |     |     |     |     |     |     |     |     |     |     | 0      |
| Pos | Coureur                 | ESP | ESP | OOS | OOS | GBR | GBR | HON | HON | BEL | BEL | ITA | ITA | RUS | RUS | BHR | BHR | ABU | ABU | Punten |

### Teams
| Pos | Team                | No. | ESP | ESP | OOS | OOS | GBR | GBR | HON | HON | BEL | BEL | ITA | ITA | RUS | RUS | BHR | BHR | ABU | ABU | Punten |
| --- | ------------------- | --- | --- | --- | --- | --- | --- | --- | --- | --- | --- | --- | --- | --- | --- | --- | --- | --- | --- | --- | ------ |
| 1   | ART Grand Prix      | 4   | 10  | 10  | 15  | DNF | 14  | 11  | 18  | 15  | 6   | 3   |     |     | 13  | 12  | 8   | 8   | DNF | 19  | 477    |
| 1   | ART Grand Prix      | 5   | 5   | 1   | 6   | 2   | 1   | 8   | 3   | 5   | 3   | DNF | 4   | 1   | 9   | 7   | 1   | 6   | 1   | 7   | 477    |
| 1   | ART Grand Prix      | 6   | 1   | 7   | 3   | DSQ | 6   | 2   | 2   | 2   | 2   | 2   | 2   | 2   | 2   | 2   | 3   | 2   | 4   | 3   | 477    |
| 2   | Trident             | 26  | 15  | 12  | 21  | 9   | 9   | 17  | 16  | DNF | 12  | 7   | 16  | DNF | 10  | 5   | 6   | 12  | 10  | 9   | 282    |
| 2   | Trident             | 27  | 2   | 8   | 1   | 3   | 4   | 7   | 1   | 4   | 5   | 1   | DNF | 3   | 1   | 8   | 4   | 1   | 5   | 4   | 282    |
| 2   | Trident             | 28  | 16  | 11  | 9   | 1   | 11  | 10  |     |     | DNF | 15  | 14  | 12  | 18  | 13  | 20  | 15  | 20  | 18  | 282    |
| 3   | Arden International | 14  | 7   | 6   | DNF | DNS | 7   | 1   | 7   | 1   | DNF | 13  | 3   | 4   | DNF | DNS | 14  | 18  | DNF | 10  | 275    |
| 3   | Arden International | 15  | 3   | 5   | 4   | 4   | 2   | 6   | 4   | DNF | 1   | DNF | 1   | DNF | 3   | 6   | 2   | 4   | 2   | 6   | 275    |
| 3   | Arden International | 16  | 19  | 23  | 16  | 15  | 15  | 16  | 17  | 19  | 8   | DNF | 15  | DNF | DNF | 20  | DNF | 16  | 18  | 23  | 275    |
| 4   | Koiranen GP         | 10  | 17  | 21  | 17  | 12  | 13  | 14  | 15  | 11  | 15  | 9   |     |     | 15  | 18  | DNF | 14  | 9   | 12  | 195    |
| 4   | Koiranen GP         | 11  | 6   | 2   | 20  | 10  | 5   | 4   | 6   | 6   | 13  | 16  | 5   | 5   | 8   | 1   | 5   | 7   | 3   | 5   | 195    |
| 4   | Koiranen GP         | 12  | 13  | 9   | 13  | 7   | 3   | 5   | 5   | 3   | DNF | DNF | DSQ | DNF | 7   | DNF | 11  | 3   | 6   | 24  | 195    |
| 5   | Carlin              | 1   | 8   | 4   | 2   | DNF | 18  | 23  | 8   | DNF | 4   | DNF | DNF | 11  | 6   | 4   | 9   | 5   | 7   | 2   | 147    |
| 5   | Carlin              | 2   | 4   | 3   | 5   | 13  | 17  | 15  | DNF | 17  | DNF | 12  |     |     | 5   | 3   | 7   | DNF | DNF | 22  | 147    |
| 5   | Carlin              | 3   | 22  | 22  | DNF | 11  | 21  | 21  | 11  | 10  | 11  | 11  | 10  | 9   | 12  | 15  | 15  | 11  | 14  | 17  | 147    |
| 6   | Jenzer Motorsport   | 20  | 21  | 18  | 11  | DNF | 16  | 19  | 9   | 7   | DNF | 10  | DNF | 14  | DNF | 14  | DNF | DNF | 11  | 8   | 55     |
| 6   | Jenzer Motorsport   | 21  | 14  | 13  | 12  | DSQ | 10  | 9   | 10  | 9   | DNF | 4   | 6   | 6   | DNF | DNF | 12  | DNF | 16  | 14  | 55     |
| 6   | Jenzer Motorsport   | 22  | DNF | 14  | 8   | 8   | 8   | 3   | 13  | 8   | 9   | 8   | 9   | 7   | 11  | DNS | 10  | 9   | 12  | 11  | 55     |
| 7   | Campos Racing       | 23  | 11  | 15  | 18  | 14  | 22  | 22  | 20  | 16  | 14  | 18  | 13  | 15  | 20  | 19  | 17  | 13  | 19  | 21  | 30     |
| 7   | Campos Racing       | 24  | 12  | 20  | 14  | DNF | DNF | 13  | 19  | 18  | 7   | 5   | 7   | 10  | 4   | 9   | DNF | 10  | 8   | 1   | 30     |
| 7   | Campos Racing       | 25  | 20  | 19  | DNF | 16  | 23  | 24  | 21  | DNF |     |     | 12  | 13  | 17  | 16  | 18  | 17  | DNF | 20  | 30     |
| 8   | Status Grand Prix   | 7   | DNF | 24  | 19  | 5   | 12  | 12  | 12  | 12  | DNF | 14  | DSQ | DNF | 14  | 10  | 16  | DNF | 13  | 15  | 29     |
| 8   | Status Grand Prix   | 8   | 9   | 16  | 10  | 6   | 19  | 18  | 14  | 13  | 10  | 6   | 8   | 16  | 19  | 11  | 19  | 19  | 15  | 13  | 29     |
| 8   | Status Grand Prix   | 9   | 18  | 17  | 7   | DNF | 20  | 20  | 22  | 14  | DNF | 17  | 11  | 8   | 16  | 17  | 13  | DNF | 17  | 16  | 29     |
| Pos | Team                | No. | ESP | ESP | OOS | OOS | GBR | GBR | HON | HON | BEL | BEL | ITA | ITA | RUS | RUS | BHR | BHR | ABU | ABU | Punten |

- Coureurs vertrekkend van pole-position zijn vetgedrukt.
- Coureurs met de snelste raceronde in cursief.

GP2: 2005 · 2006 · 2007 · 2008 · 2009 · 2010 · 2011 · 2012 · 2013 · 2014 · 2015 · 2016 (Lijst van coureurs)

GP3: 2010 · 2011 · 2012 · 2013 · 2014 · 2015 · 2016 · 2017 · 2018 (Lijst van coureurs)

GP2 Asia: 2008 · 2008-2009 · 2009-2010 · 2011 (Lijst van coureurs)